# 名寄號列車
名寄（日语： Nayoro */?）號列車是北海道旅客鐵道（JR北海道）運行於旭川站至名寄站之間的快速列車，途經宗谷本線。

## 概要
在1986年（昭和61年）11月1日，開設來往旭川站至名寄站之間的快速「皮亞西里」「延齡」「鈴石」「天鹽川」。在1990年（平成2年）9月1日，增加1往返班次，同時統一為「名寄」，共有5往返班次。在2000年（平成12年）3月11日時間表修正後，減少1往返班次，截至現在設有4往返班次。
列車名稱是來自快速區間的一方名寄市。這列車名稱曾經使用，在1965年（昭和40年）10月1日至1984年（昭和59年）2月1日之間，急行「名寄」曾經行走於札幌站至名寄站之間（參見宗谷號列車）。

## 運行狀況

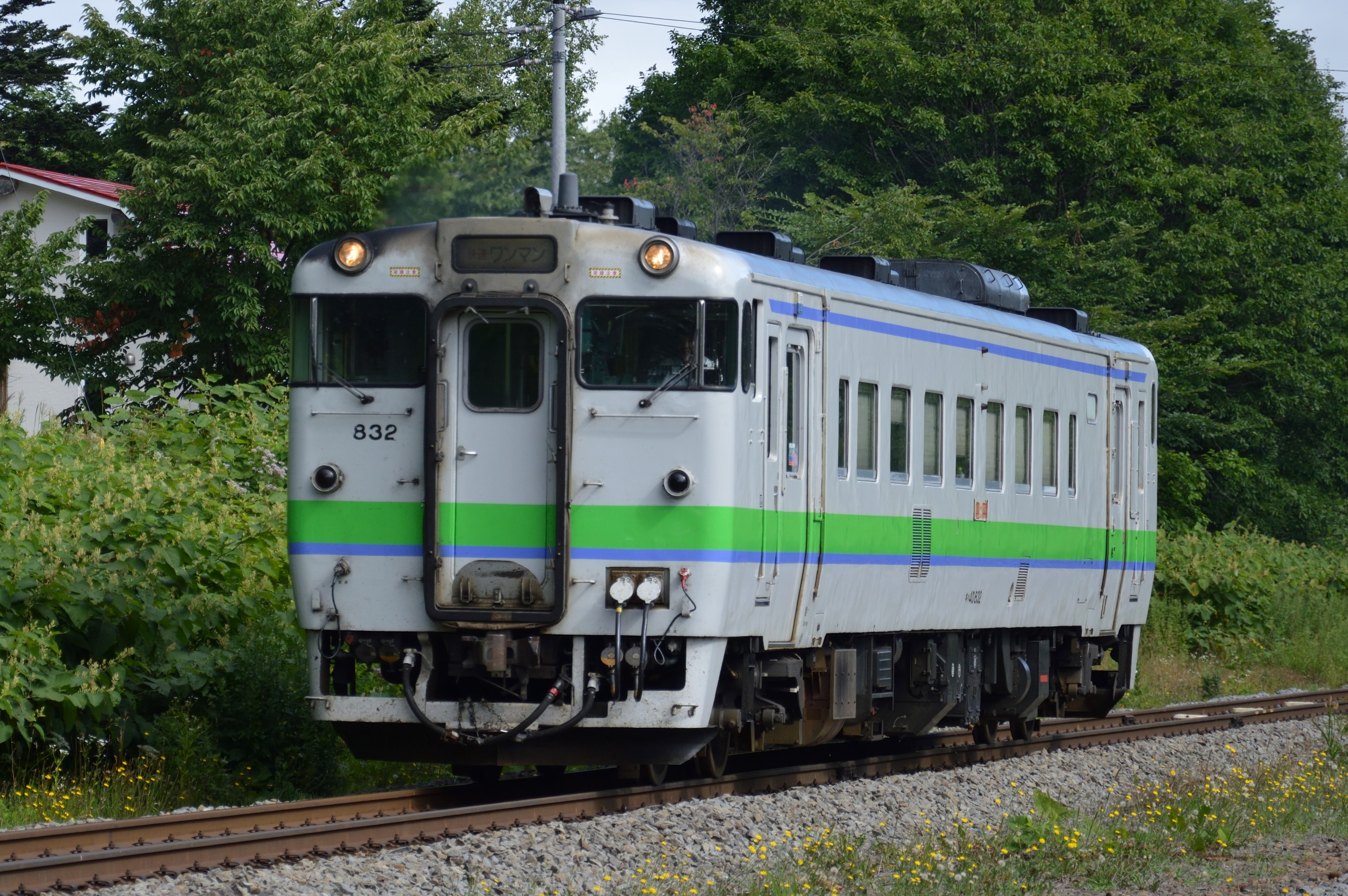
過往長時間於宗谷本線服務的KiHa40系氣動車。

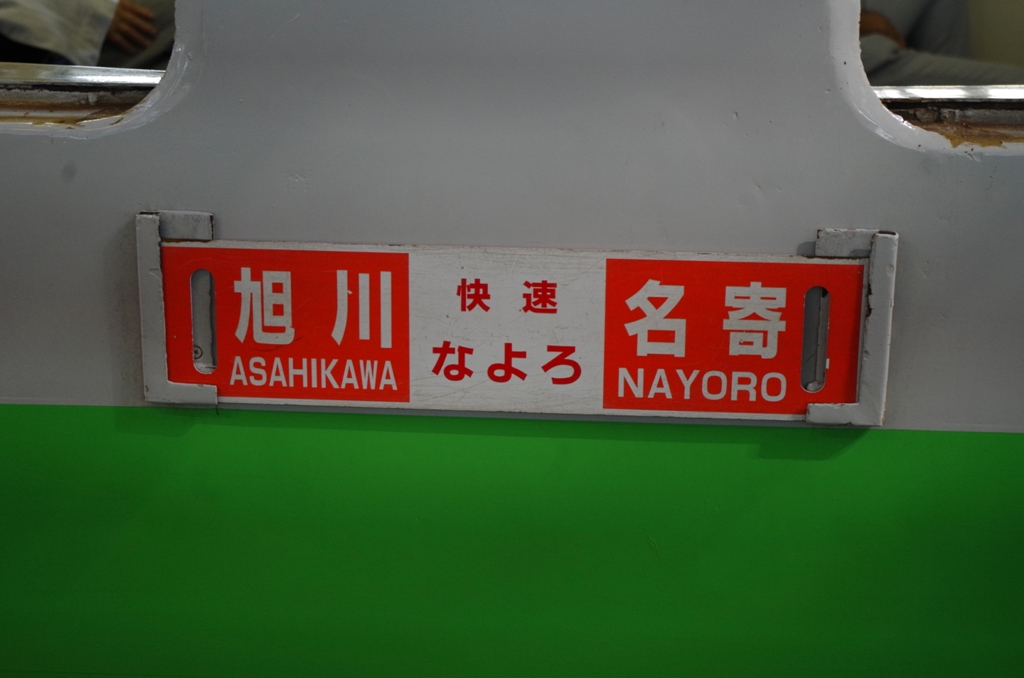
「名寄」（行走於旭川至名寄之間）的側面方向表示板

自2022年3月12日，行走於旭川站至名寄站之間需時約1小時30分，每日設有4往返班次。列車編號為3320D - 3327D。「名寄」列車曾經設有列車頭標。
在所有班次中，上行2號是從音威子府站出發，以普通列車運行至名寄站，隨後於名寄站改變列車編號，並以快速「名寄」直通運行。
在過去，「名寄」列車班次曾經直通至近文、幌延、稚內，而在旭川站至名寄站之間以外行駛區間的列車編號會改變，曾經以普通列車行走。

### 停車站
- 下表只記載旭川站至名寄站之間停車站。
  - 2號從音威子府站出發。在音威子府站至名寄站之間為普通列車。在該區間各站停車（參見宗谷本線#車站列表）。
- 圖例…●：停車站、ー：通過站

| 駅名 | 駅名 | 旭川站 | 旭川四條站 | 永山站 | 比布站 | 蘭留站 | 鹽狩站 | 和寒站 | 劍淵站 | 士別站 | 多寄站 | 風連站 | 名寄高校站 | 名寄站 |
| ---- | ---- | ------ | ---------- | ------ | ------ | ------ | ------ | ------ | ------ | ------ | ------ | ------ | ---------- | ------ |
| 下行 | 1號  | ●      | ー         | ●      | ●      | ー     | ー     | ●      | ●      | ●      | ー     | ●      | ●          | ●      |
| 下行 | 3號  | ●      | ●          | ●      | ●      | ー     | ー     | ●      | ●      | ●      | ー     | ●      | ●          | ●      |
| 下行 | 5號  | ●      | ー         | ●      | ●      | ●      | ●      | ●      | ●      | ●      | ー     | ●      | ●          | ●      |
| 下行 | 7號  | ●      | ー         | ●      | ●      | ー     | ー     | ●      | ●      | ●      | ー     | ●      | ●          | ●      |
| 上行 | 2號  | ●      | ●          | ●      | ●      | ●      | ●      | ●      | ●      | ●      | ー     | ●      | ●          | ●      |
| 上行 | 4號  | ●      | ー         | ●      | ●      | ー     | ●      | ●      | ●      | ●      | ●      | ●      | ●          | ●      |
| 上行 | 6號  | ●      | ー         | ●      | ●      | ー     | ー     | ●      | ●      | ●      | ー     | ●      | ●          | ●      |
| 上行 | 8號  | ●      | ー         | ●      | ●      | ー     | ー     | ●      | ●      | ●      | ー     | ●      | ●          | ●      |

### 使用車輛
- H100型柴聯車，2021年起開始投入服務。
- KiHa54形柴油列車（日语：国鉄キハ54形気動車）（所屬旭川運輸所）

過往使用
- KiHa40系柴油列車（所屬旭川運輸所（日语：旭川運転所））

## 歷史
- 1986年11月1日：開設來往旭川站至名寄站・音威子府站・遠輕站之間的快速列車班次，共有4往返班次。來往遠輕站的班次是來自行走於札幌站經名寄站至遠輕站之間的急行「紋別」，該急行在當天廢止並縮短行走區間[注釋 1]。該4往返班次分別名為「皮亞西里」「延齡」「鈴石」「天鹽川」，同時普通列車名為「楓」。

- 「皮亞西里」是取自北海道名寄市的皮亞西里山，「延齡」是取自名寄市沿線生長的延齢草，「鈴石」是取自北海道名寄市中，國家指定文化財產「名寄鈴石」，「天鹽川」是取自沿宗谷本線行走天鹽川。
- 來往遠輕的班次（直通至名寄本線）為下行「天鹽川」和上行「延齡」，來往音威子府的班次為下行「鈴石」和上行「皮亞西里」，在名寄站至遠輕站／音威子府站之間改為沒有列車別名的普通班次。

- 1989年5月1日：名寄本線廢止，來往遠輕的列車班次改為來往旭川站至名寄站之間。
- 1990年：

- 夏（日期不詳。在1990年8月號道內時間表中曾經記載）：開設來往旭川站至名寄站之間的臨時快速列車，設有1往返班次，列車別名為「名寄」。
- 9月1日：臨時快速列車改為全年行走（但是列車編號為9xxx（臨時列車編號專用）），同時把過往4往返班次統一名為「名寄」。

- 2000年3月11日：由於特急「超級宗谷」開始運行，同時實施時間表修正，減少1往返的「名寄」班次。每日剩下4往返班次。
- 2016年3月26日：隨著減少名寄站至稚內站之間的班次與整合列車班次，從幌延站出發（幌延站至名寄站之間為普通列車）的上行4號列車改為從稚內站出發（稚內站至名寄站之間為普通列車）[JR北 1]。
- 2017年3月4日：實施時間表修正，上行4號列車從稚內站出發改為從名寄站出發（名寄站以北的普通列車區間改為使用第二架列車行走）。從稚內駅出發的列車消滅。
- 2018年3月17日：實施時間表修正，上行6、8號列車的行車時間作出修正，以方便於旭川站轉乘特急「神威」[JR北 2]。
- 2019年3月16日：實施時間表修正，下行5號列車由前往音威子府站改為以名寄站為終點站（名寄站以北的普通列車區間改為使用第二架列車行走）[1]。
- 2020年3月16日：實施時間表修正，上行2號班次加停鹽狩站[注釋 2][2][新聞 1]。
- 2022年3月12日：實施時間表修正，加停遷站後的名寄高校站。

## 注腳

#### 書籍・雜誌
1. ↑  . JR時間表 (交通新聞社). 2019-2-25, (2019年3月號): pp.710–712.
2. ↑  . JR時間表 (交通新聞社). 2020-2-25, (2020年3月號): pp.716–717.

#### JR北海道
1. ↑   (PDF) (新闻稿). 北海道旅客鐵道. 2016-02-08  [2016-03-20]. （原始内容存档 (PDF)于2016-03-20） （日语）.
2. ↑   (PDF) (新闻稿). 北海道旅客鐵道. 2017-12-15  [2018-01-02]. （原始内容存档 (PDF)于2017-12-15） （日语）.

#### 新聞
1. 1 2  . 北海道新聞. 2020-03-17  [2020-03-17]. （原始内容存档于2020-03-17）.